# 铁马骝
《铁马骝》（英語：The Iron Monkey）是1977年上映的一部香港電影，由陈观泰执导并出演，倪匡编剧。该电影主要讲述的是一个人为父报仇苦练功夫的故事。

## 劇情簡介
清朝年间，一个人表面上是药贩子，但是实际上却是反抗清朝的人。后来由于清朝官员知道了这些事情后，于是便联合安排在那个人的叛徒一起将其杀死。
在这之后，那个人的儿子为了给父亲报仇，于是他拜师学艺，并在学成后潜入了清朝官员那里寻找杀父仇人。
后在他的努力下，他终于将杀父仇人全部击败，替父报仇……

## 演员
- 陈观泰
- 金刚
- 唐伟成
- 史仲田
- 午马
- 梁家仁
- 戚冠军
- 岑潜波
- 吴家骧

## 備註
1. ↑  魏君子. . 2019年.
2. ↑  邱良. . 1995年.
3. ↑  . 2007年.

## 外部連結
- 互联网电影数据库（IMDb）上《铁马骝》的资料（英文）
- 豆瓣电影上《铁马骝》的資料 （简体中文）
- 香港影庫上《铁马骝》的資料（繁體中文）